# Деріл МакКормак
Деріл МакКормак (англ. Daryl McCormack) — ірландський актор. Він відомий своїми ролями в мильній опері RTÉ One «Чесне місто» і серіалі BBC «Гострі картузи». Також у його фільмографія включає «Піксі» і «Успіхів тобі, Лео Гранде».

## Молодість і освіта
МакКормак народився 22 січня 1993 року. Він є сином матері-ірландки Терези МакКормак і батька-афроамериканця Альфреда Томаса з Балтімора. Його батьки познайомилися одного літа в Каліфорнії . Мати повернулася до Ірландії після того, як завагітніла, і виростила МакКормака в Ненах, графство Тіпперері . Він підтримує добрі стосунки зі своїм батьком.
МакКормак відвідував CBS Св. Джозефа. Грав у баскетбол і брав участь у хоровому товаристві. Він продовжив навчання в консерваторії Дублінського технологічного інституту та школі акторської майстерності Gaiety, отримавши ступінь бакалавра мистецтв у 2014 році.

## Кар'єра
МакКормак дебютував у Вест-Енді в 2018 році у ролі Брендана у фільмі «Лейтенант з Інішмора» . Він зіграв Ромео в «Ромео і Джульєтта» і головну роль в «Отелло». На початку своєї кар'єри він ледь не був обраний у «Зоряні війни: Пробудження сили».
У 2019 році його взяли на роль Ісаї Ісуса в п'ятому сезоні серіалу «Гострі картузи».
Він грає роль чутливого секс-працівника разом з Еммою Томпсон у фільмі Софі Гайд «Успіхів тобі, Лео Гранд».

## Фільмографія

### Фільми
| Рік  | Назва                     | Роль             | Примітки       |
| ---- | ------------------------- | ---------------- | -------------- |
| 2016 | Випадковий                | Рей              |                |
| 2017 | Неон                      | Джейсон          | Короткий фільм |
| 2018 | Внутрішня дитина          | Фінн             | Короткий фільм |
| 2018 | Леді Чорноока             | Девон            | Короткий фільм |
| 2019 | Як імітувати війну        | Метт             |                |
| 2019 | Хорошу жінку важко знайти | ПК Рівз          |                |
| 2019 | Піксі                     | Харланд Маккенна |                |
| 2022 | Успіхів тобі, Лео Гранд   | Лео Гранд        |                |
| 2024 | Смерчі                    | Джеб             |                |

### Серіали
| Рік         | Назва                    | Роль            | Примітки           |
| ----------- | ------------------------ | --------------- | ------------------ |
| 2015 –2016  | Чесне місто              | Пірс Девлін     | 36 серій           |
| 2016        | Світанок                 | Укканаак        | Телевізійний фільм |
| 2017        | Вікінги                  | Молодий чоловік | Епізод: «В'язень»  |
| 2018        | Безсмертя                | Піо             | міні-серіал        |
| 2018        | Дуже англійський скандал | Люк Маккензі    | 1 епізод           |
| 2019        | Очищення                 | Райан           | 1 епізод           |
| 2019 — 2022 | Peaky Blinders           | Ісая Ісус       | 5 і 6 сезони       |
| 2021        | Колесо Часу              | Арам            | 3 епізоди          |
| 2022        | Погані сестри            | Меттью Клафлін  | 1 сезон            |